# Hófehérke

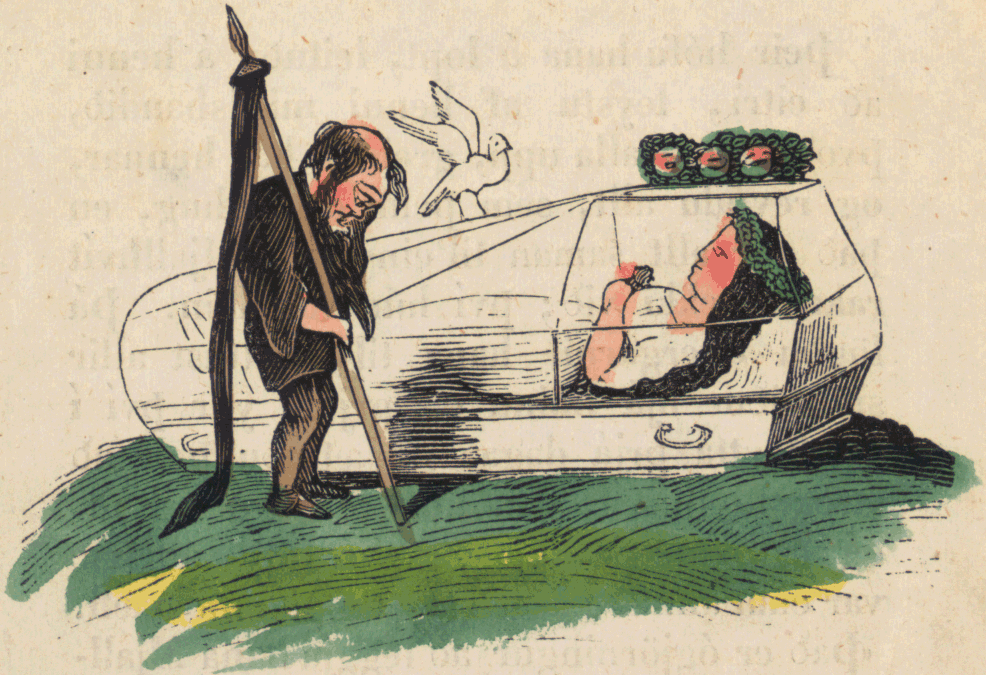
Hófehérke a koporsójában, Theodor Hosemann illusztrációja, 1852

## Variációk
A német változatban szerepelnek a törpék és a varázstükör. A nem német típusokban a törpék helyén általában rablók szerepelnek, míg a beszélő tükröt egy, a nappal vagy a holddal folytatott párbeszéd pótolja.
Egy Albániából származó variációban, amit Johann Georg von Hahn gyűjtött, és a „Griechische und albanesische Märchen. Gesammelt, übersetzt und erläutert” kötetben adták ki 1864-ben, a főszereplő negyven sárkánnyal élt, az alvást pedig egy gyűrű okozta. A történet kezdete szintén kapott egy csavart: a tanára arra ösztönzi a hősnőt, hogy ölje meg a saját anyját, hogy ő aztán átvehesse a helyét. A mese eredetét vitatják, de abban megegyeznek a vélemények, hogy nem régebbi a középkornál.
Az Aarne-Thompson-féle folklórbesorolásban 709 Hófehérke-típusú mesét találunk. Köztük van a Bella Venezia, egy olasz tündérmese, amit Italo Calvino gyűjtött; a Myrsina, más néven Myrtle, egy görög tündérmese, a Nourie Hadig, egy örmény, az Ifjú rabszolga című olasz (ami a Csipkerózsikával is rokon), valamint Az aranyfa és az ezüstfa c. skót mese.

## Történet
Valamikor réges-régen egy királyné ült az ablakánál, varrogatott, és közben nézte, hogy hullik a hó. Megszúrta az ujját, és pár csepp vére az ablakpárkányon gyűlt hóra esett. Míg a vért nézte a havon, azt kívánta, hogy bárcsak olyan gyermeke születne, akinek bőre fehér, mint a hó, az ajkai pirosak, mint a vér, és a haja fekete, akár az ében. Nemsokára aztán a királyné világra is hozott egy leányt, akinek a bőre fehér volt, az ajkai vörösek, s a haja ébenfekete. A kis hercegnőt Hófehérkének nevezték. A királyné ezután meghalt.
A király hamarosan új asszonyt hozott a házhoz, aki szép volt,  de nagyon hiú, és értett a boszorkánymesterséghez. Volt egy bűvös tükre, amit gyakran kérdezett: „Tükröm-tükröm, mondd meg nékem, ki a legszebb a vidéken?” Amire a tükör így felelt: „Te vagy az.” Amikor azonban Hófehérke betöltötte a hetedik évét (ami annak a hivatalos kora volt, hogy a gyermeklányból hajadon váljék), a tükör azt mondta „Szép vagy, szép vagy, de tudd meg, Hófehérke százszor szebb!”
A királynét elfogta az irigység, és megparancsolta egy vadásznak, hogy vigye Hófehérkét az erdőbe, és ölje meg, bizonyítékképp pedig hozza el neki a lány tüdejét és máját. A vadász elvitte a lányt az erdőbe, de képtelen volt megölni, ezért eleresztette, hogy tépjék szét a vadállatok. A királynénak egy fiatal szarvas tüdejét és máját vitte el (egyes változatokban vadkanét). A királyné, mikor megkapta a tüdőt és a májat, megfőzette és megette.
Az erdőben Hófehérke felfedezett egy apró kunyhót, ami a hét törpe háza volt, beosont, és a törpék, mikor hazaértek, felfedezték és befogadták.
Mikor a királyné újra megkérdezte a tükrét, elborzadt, hogy az továbbra is Hófehérkét állítja a legszebbnek. Háromszor öltött álruhát, hogy különböző praktikákkal megölje. Először házalónak öltözött színes szalagokkal és övekkel megrakodva, és bekopogott Hófehérkéhez, mikor a lány egyedül volt. Felajánlotta a lánynak, hogy próbálja fel az egyiket, és olyan szorosan megkötötte a derekát, hogy Hófehérke nem kapott levegőt, és elájult. A királyné halottnak hitte, és hazament, de a törpék megmentették, amint meglazították a szalagokat. Másodszorra mérgezett fésűkkel kopogtatott, de ismét eredménytelenül. Végezetül a királyné egy mérgezett almát készített: a fele fehér volt, a másik fele piros. Hófehérke immár habozott elfogadni bármit is, de a királyné ekkor félbevágta az almát, és megette a fehér részt (ami nem volt mérgezett), a másikat pedig a lánynak adta. Hófehérke az első harapás után azonnal mély kábulatba esett. Mikor a törpék megtalálták, nem tudták feléleszteni, ezért azt hitték, tényleg meghalt, és egy üvegkoporsóba helyezték.
Egy idő után egy arra utazó herceg meglátta Hófehérkét a koporsójában. Elbűvölte a szépsége, és beleszeretett. Szívhez szólóan kérte a törpéktől, hadd vigye magával, akik végül beleegyeztek. Ám miközben felemelték a koporsót, a moccanástól kiugrott a Hófehérke torkán akadt alma, és a lány magához tért. A herceg megkérte a kezét, és hamarosan elkezdték szervezni az esküvőt.
Miközben még mindig azt híve, hogy Hófehérke halott, a hiú királyné újra kérdezte a tükrét, ki a legszebb a földön, de az váratlanul csalódást okozott neki, mivel így válaszolt: „Szép vagy, úrnőm, de a fiatal királyné százszor szebb nálad!”
Nem tudta, hogy az új királyné, akinek hivatalos az esküvőjére, a mostohalánya, és mikor megérkezett és meglátta őt, a szíve megtelt iszonyattal.
Büntetésül a gonoszságáért egy pár felforrósított vascipellőt kellett a lábára húznia, s abban addig táncolnia, míg holtan össze nem esett.

## Változatok
Néhányan úgy vélik, hogy a mese hősnőjét a 16. században élt német grófnő, Margarete Von Waldeck ihlette, mivel neki is mostohaanyja volt, akivel rossz volt a kapcsolata, és neki is nagyon fehér volt a bőre.
Akad magyar vonatkozása is a történetnek: a Hungária Bertája című rege.
A törpék „közismert” nevei (Tudor, Vidor, Morgó, Szende, Szundi, Hapci és Kuka) csak jóval később, az 1937-es Disney rajzfilmből (Hófehérke és a hét törpe (film, 1937)) ismertek, amely alapján a magyar neveket Lakner Artúr adta nekik nem sokkal később.

## Kommentár
A Grimm fivérek első kiadásában a mese gonosztevője Hófehérke féltékeny anyja, tehát nem a mostohája.
Egy másik folkloristának az első szerkesztést megelőzően küldött darabban nem a vadászt utasították, hogy vigye ki az erdőbe, hanem egy szolga vitte magával a lányt, és magára hagyta, míg ő virágot szedett. A változást annak tulajdonítják, hogy a történetet enyhíteni kívánták.
Hófehérke, habár a mese végén férjhez megy, mindössze hétéves, mikor a mostohája megpróbálja megölni. Ezt azzal magyarázzák, hogy éveket szendergett át a koporsóban, mások szerint a törpékkel élt jóval tovább. Mindezzel együtt a meséhez készült illusztrációkban Hófehérke alakja általában jóval idősebb, mint egy hétéves kislány.

## Interpretációk
A történetet számos alkalommal dolgozták fel az irodalomban, a filmművészetben és televízión, valamint a zenében.

## Képgaléria

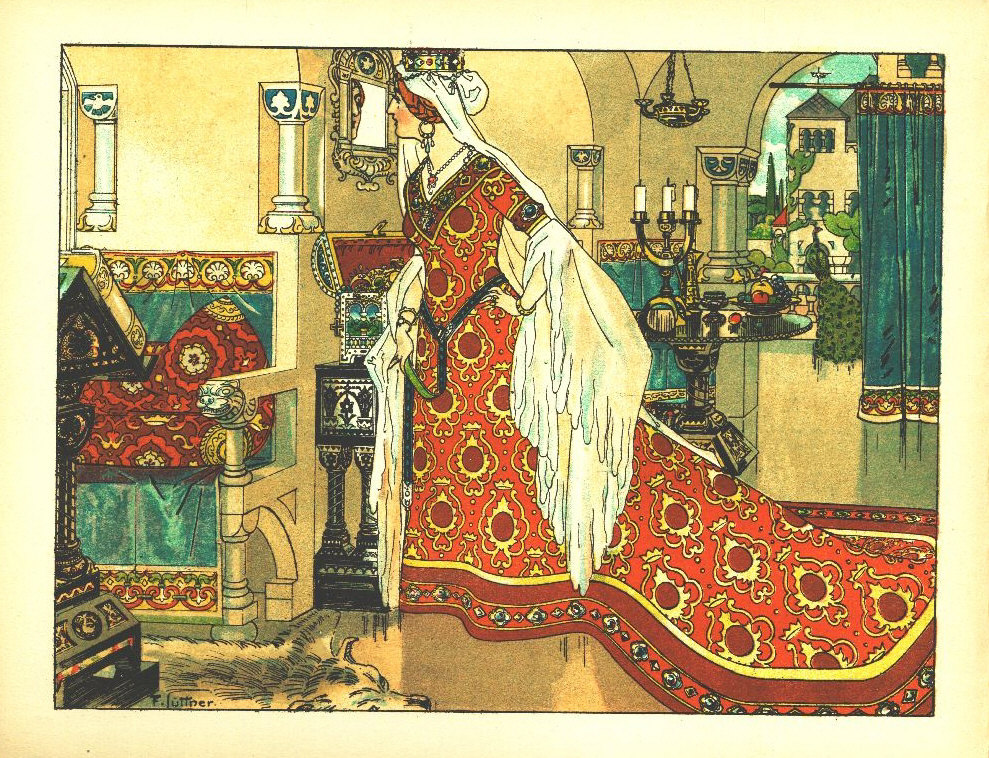
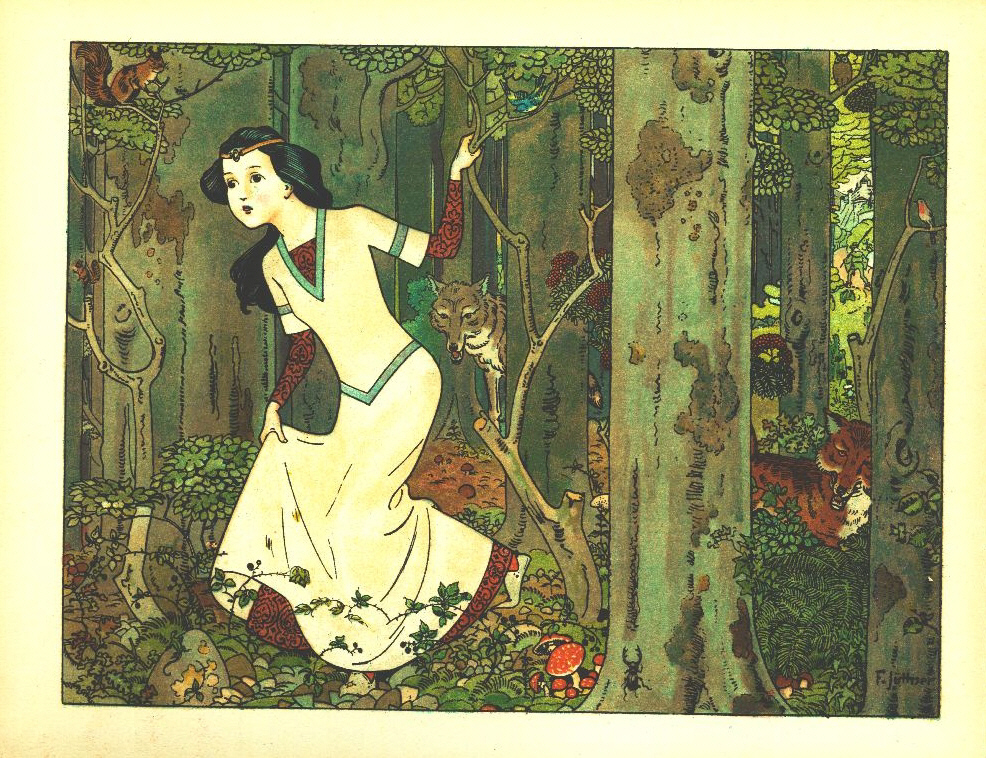
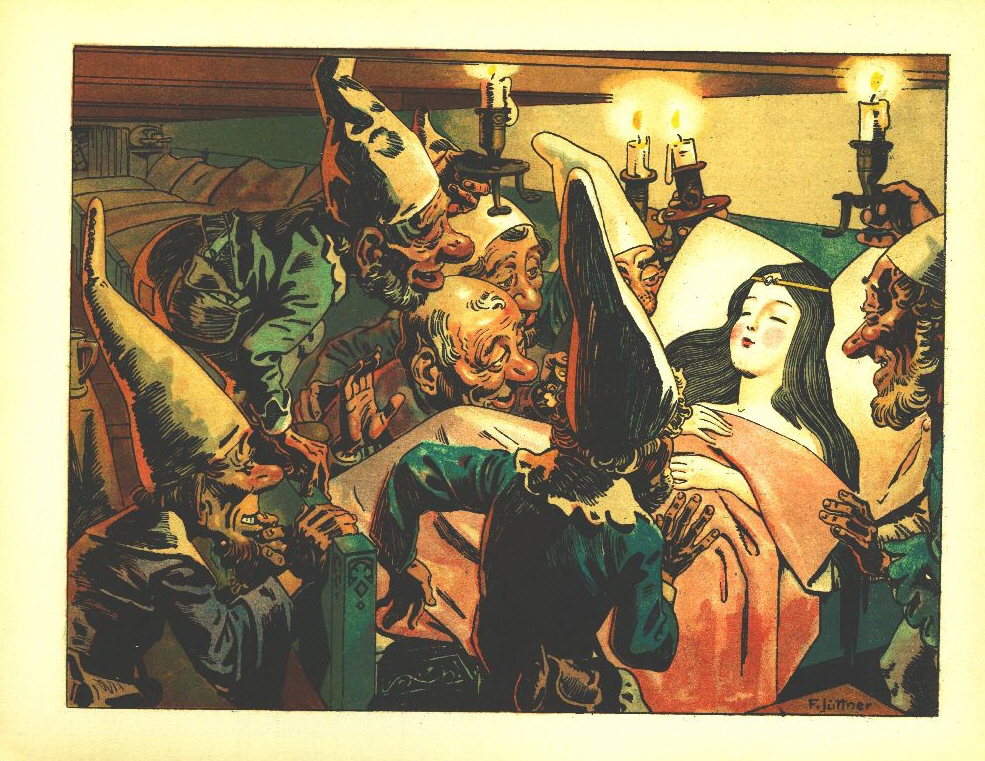
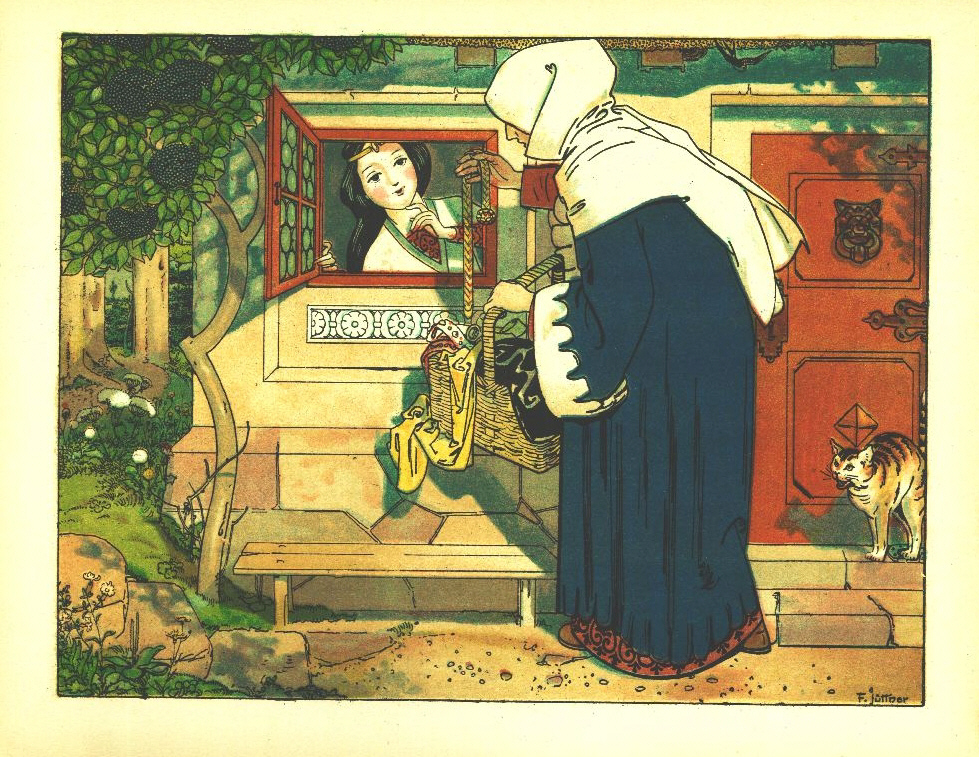
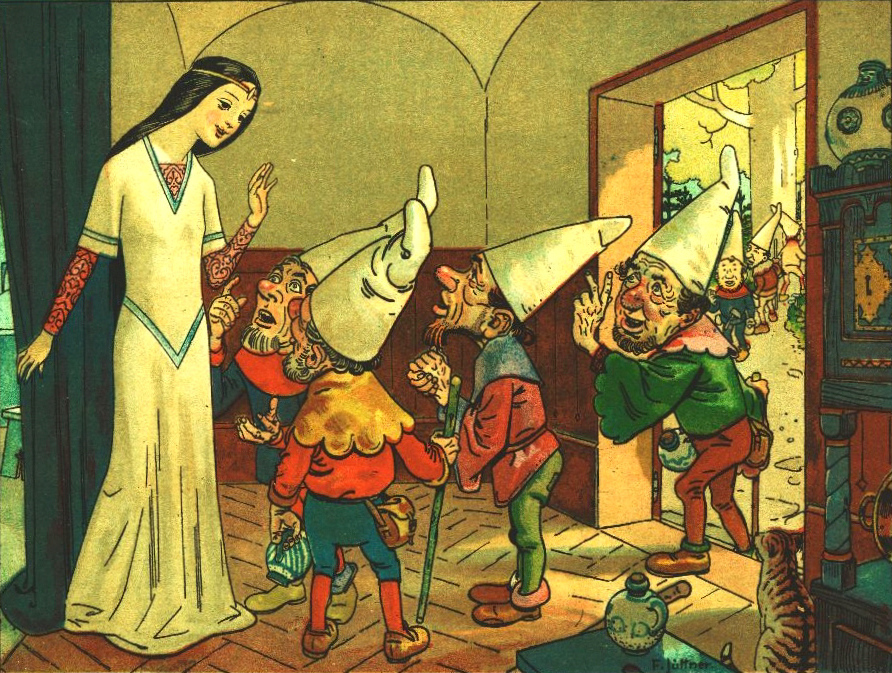
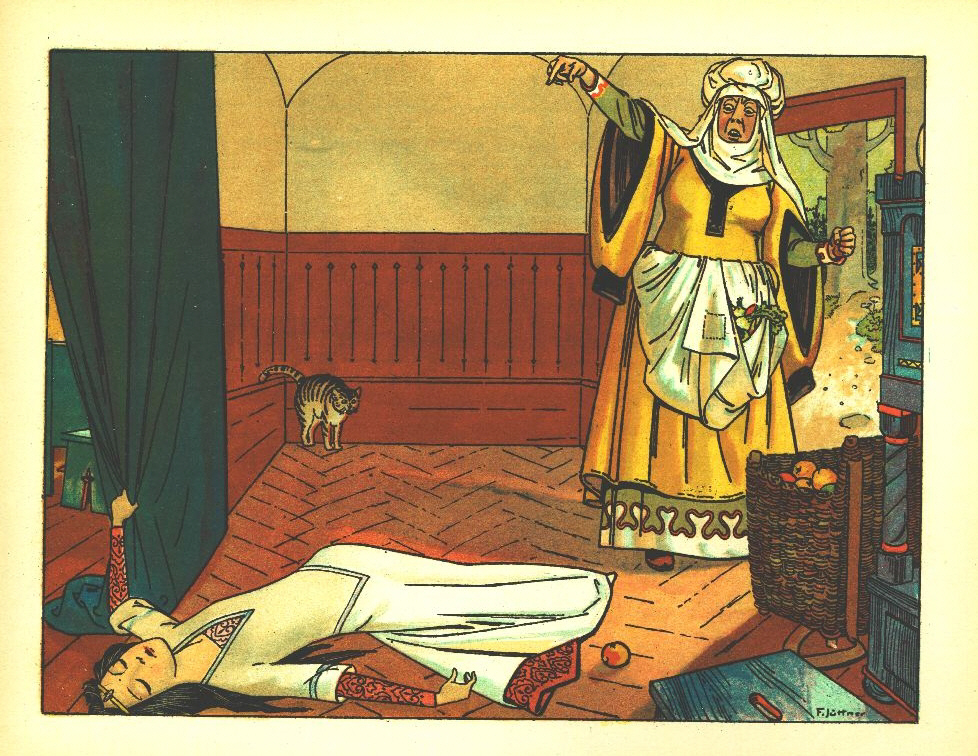
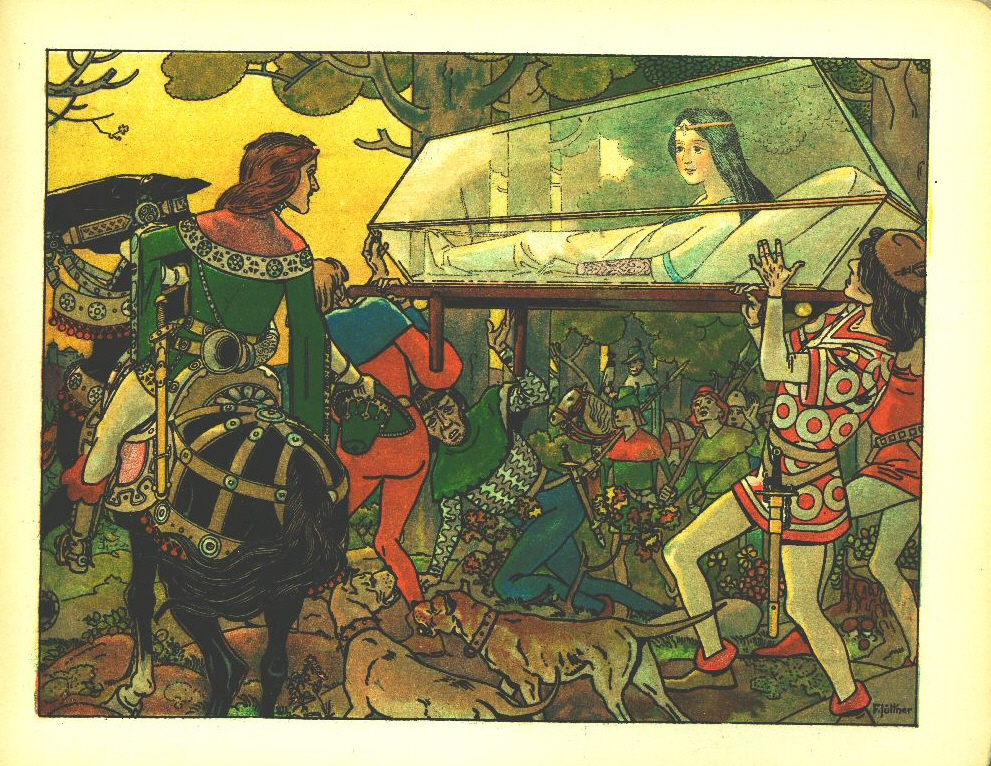
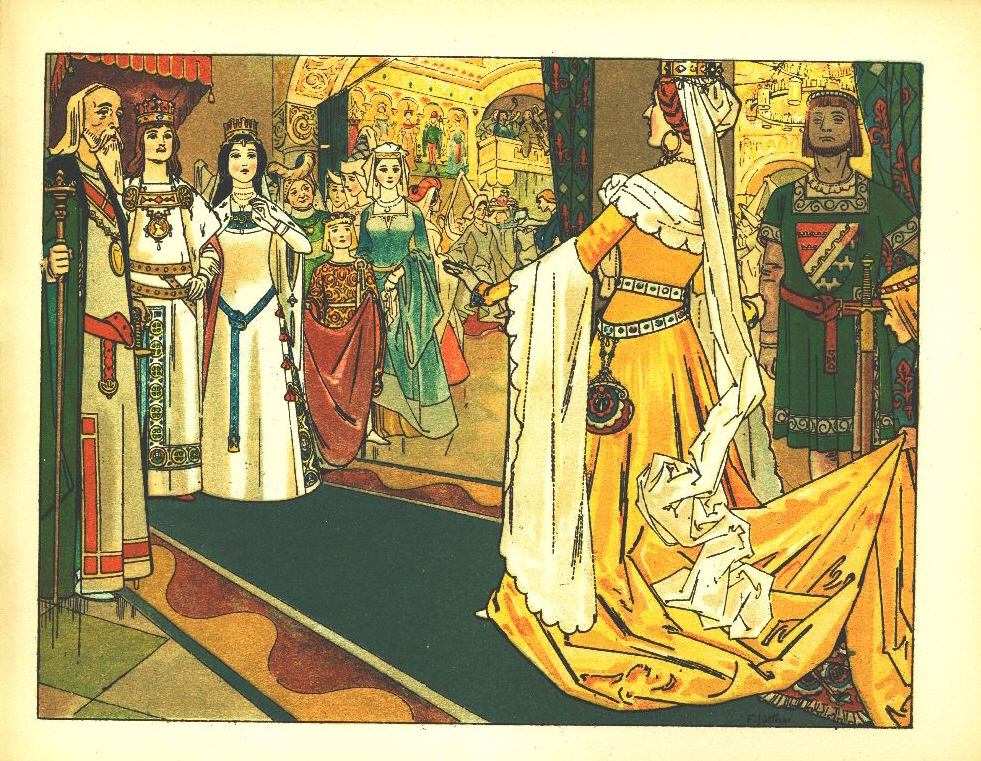

Franz Jüttner illusztrációi